# Arquibaldo Douglas, 8.º Conde de Angus
Arquibaldo Douglas, 8.º Conde de Angus e 5.º Conde de Morton (em inglês: Archibald Douglas; c. 1555 – Smeaton, Haddingtonshire, 4 de agosto de 1588) era filho de David, 7.º Conde de Angus. Sucedeu o título e as propriedades em 1558, sendo criado por seu tio, Jaime Douglas, 4.º Conde de Morton, um presbiteriano. Em 1573 foi nomeado Conselheiro Privado e Sheriff de Berwickshire; em 1574 o tenente-general da Escócia; em 1577 Warden das Marcas Oeste e representante real em Fife; e em 1578 o tenente-general do reino. Como um adepto de Morton e da política "ultra-protestante", foi duas vezes forçado ao exílio na Inglaterra.

## Vida
Angus deu grande apoio a Morton quando este esteve preso, acusado de participar do assassinato de Lorde Darnley, fez uma vã tentativa de resgatá-lo, e foi declarado culpado de alta traição em 2 de junho de 1581. Trocou correspondências com o governo inglês para uma invasão da Escócia e o resgate de Morton, e após a execução deste último, em junho, seguiu para o exílio em Londres, onde foi recebido pela rainha Elizabeth.
Após o Ataque de Ruthven em 1582 Angus retornou à Escócia e se reconciliou com o rei Jaime, mas logo depois o rei se libertou do controle dos Condes de Mar e Gowrie, e Angus foi novamente banido da corte.
Em 1584 juntou-se à rebelião de Mar e Glamis, mas o movimento fracassou, e os insurgentes fugiram para Berwick-upon-Tweed. Mais tarde, eles passaram a residir em Newcastle upon Tyne, que se tornou um centro do presbiterianismo e de projetos contra o governo escocês, incentivado por Elizabeth, que considerava os lordes banidos como amigos dos ingleses e antagonistas do interesse francês.
Em fevereiro de 1585 eles chegaram a Londres, e se livraram da acusação de conspirar contra a vida de Jaime. Um plano foi, então, preparado para a sua restauração e para a derrubada de Jaime Stewart, Conde de Arran. Em outubro eles invadiram a Escócia e conseguiram uma fácil vitória sobre Arran, capturaram o Castelo de Stirling com o Rei em novembro, e receberam dele a promessa da restauração de suas propriedades, e o controle do governo.
Em janeiro de 1586 Angus recebeu o Condado de Morton com as terras vinculadas como herança deixada por seu tio; isto fez dele o 5.º Conde de Morton. Em 1586 foi nomeado Warden das Marcas e Tenente-General da Fronteira, e realizou bons serviços na restauração da ordem; mas foi incapaz de superar a hostilidade do rei à criação de um governo presbiteriano.
Morreu em 4 de agosto de 1588 em Smeaton, perto de East Linton, Haddingtonshire. De acordo com um folheto de 1591 a sua morte foi causada por bruxaria. As Notícias da Escócia, Declarando a vida Maldita e da morte do Doutor Fian, um Feiticeiro notável, que foi queimado em Edenbrough em Janeiro último, relata a confissão da detida Barbara Naper após sua acusação por Geillis Duncane, também preso por bruxaria.

## Família
O conde de Angus foi casado três vezes:
1. Em 13 de junho de 1573 com Maria Erskine, filha do 1.º Conde de Mar;
2. Em 25 de dezembro de 1575 (divorciou em 1587) com Margarida, filha de George Leslie, 4.º Conde de Rothes;
3. Em 29 de julho de 1587 com Jean, filha de John Lyons, 8.º Lorde Glamis, com quem teve uma filha Margarida, que morreu jovem.

Angus iniciou os procedimentos para o divórcio com Margarida Leslie em agosto de 1586, que foram fortemente contestados pelo Conde de Rothes, que considerava ter sido aliado de Angus durante seu banimento. Um diplomata francês em Edimburgo, Camille de Préau, sieur de Courcelles, ouviu dizer que Angus alegou que ela tinha flertado com um cavalariço, que foi tido como improvável, e o Conde de Bothwell brincou que ele se divorciaria de sua esposa pelo mesmo motivo. Ela era irmã de Angus.
Angus foi sucedido no Condado de Angus por seu primo William, um descendente do 5.º Conde.
Uma linhagem mais próxima da família Douglas herdou o Condado de Morton.